# Stelnik
Stelnik este o localitate din comuna Kostel, Slovenia.